# Escudo de la ciudad de São Paulo
El Escudo de armas de la ciudad de São Paulo es el símbolo de São Paulo, municipio del estado de São Paulo, Brasil.

## Descripción
El símbolo está formado por un escudo con un brazo empuñando la bandera de la Cruz de la Orden de Cristo (símbolo de la Orden de Cristo) usada por los navegantes portugueses simbolizando la fe cristiana. Sobre el mismo, hay una corona de cinco torres visibles (siendo 8 en total), símbolo de la capital del estado. Los costados están adornados por tallos de café, el principal factor de la economía paulista en la época. 
La expresión Non dvcor dvco quiere decir No soy conducido, conduzco, y valoriza la independencia de las acciones desarrolladas por la ciudad y su papel de lideranza en el estado y en el país.
Fue oficializado el 8 de marzo de 1917 y rediseñado para corregir una falla en términos normativos internacionales de heráldica, a pedido del alcalde Jânio Quadros en 1986, y fue instituido el 6 de marzo de 1987.

## Escudos históricos

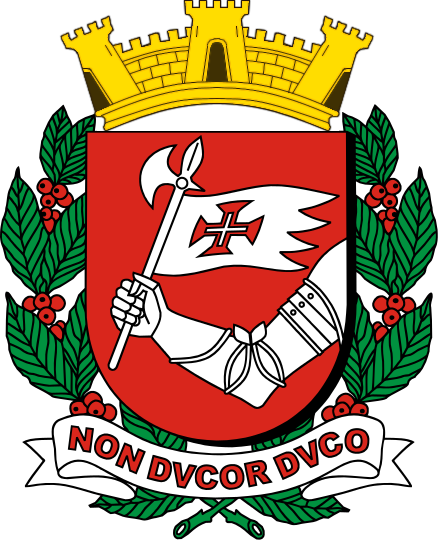
Escudo de la ciudad de São Paulo (1917 - 1974)
Escudo de la ciudad de São Paulo (1974 - 1987)